# Людвіг Фабріціус
Людвіг Фабріціус (нім. Ludwig Fabricius; 12 січня 1921, Дармштадт — 15 листопада 2002) — німецький офіцер-підводник, оберлейтенант-цур-зее крігсмаріне.

## Біографія
1 грудня 1939 року вступив на флот. В травні-жовтні 1941 року пройшов практику вахтового офіцера на підводному човні U-95. В квітні-червні 1942 року — додатковий вахтовий офіцер на U-210. З 26 серпня 1942 року — 1-й вахтовий офіцер на U-666. В липні-серпні 1943 року пройшов курс командира човна. З 11 жовтня по 1 грудня 1943 року — командир U-821, з 2 грудня 1943 по 14 грудня 1944 року — U-30, з 18 грудня 1944 по 4 травня 1945 року — U-721. В травні був взятий в полон. 23 серпня 1945 року звільнений.

## Звання
- Кандидат в офіцери (1 грудня 1939)
- Морський кадет (1 травня 1940)
- Фенріх-цур-зее (1 листопада 1940)
- Оберфенріх-цур-зее (1 листопада 1941)
- Лейтенант-цур-зее (1 травня 1942)
- Оберлейтенант-цур-зее (1 грудня 1943)

## Нагороди
- Нагрудний знак підводника (21 вересня 1941)
- Залізний хрест 2-го класу (квітень 1943)